# Short Admiralty Type 81
Short Admiralty Type 81 là một seri các thủy phi cơ hai chỗ của Anh, được chế tạo trong Chiến tranh thế giới I, nó được Cục Không quân Hải quân Hoàng gia sử dụng những năm đầu chiến tranh.

## Tính năng kỹ chiến thuật (RNAS119–122,186)
Dữ liệu lấy từ Shorts Aircraft since 1900
Đặc tính tổng quát
- Kíp lái: 2
- Chiều dài: 42 ft 0 in (12,80 m)
- Sải cánh: 67 ft 0 in (20,42 m)
- Diện tích cánh: 690 foot vuông (64 m2)
- Trọng lượng rỗng: 3.050 lb (1.383 kg)
- Trọng lượng có tải: 7.716 lb (3.500 kg)
- Động cơ: 1 × Gnome 14 Double Lambda , 160 hp (120 kW)

Hiệu suất bay
- Vận tốc cực đại: 78 mph (126 km/h; 68 kn)
- Thời gian bay: 5 h
- Thời gian lên độ cao: 3.000 ft (915 m) trong 5 phút 30 giây[2]

Vũ khí trang bị

- Bom: 4× quả bom 112 lb (50 kg) hoặc 1× ngư lôi 810 lb (370 kg)[2]